# Мария Елизабет фон Турн и Таксис
Мария Елизабет Александрина фон Турн и Таксис (на немски: Maria Elisabeth Alexandrina von Thurn und Taxis; * 30 ноември 1767, Регенсбург; † 21 юли 1822, дворец Хайлигенберг) е принцеса от Турн и Таксис и чрез женитба принцеса на Фюрстенберг. От 1806 до 1816 г. тя се опитва да спечели отново старите си привилегии. На Виенския конгрес на 22 октомври 1814 г. тя моли австрийския кайзер Франц II отново да вземе германската кайзер-корона.

## Биография
Тя е най-малката дъщеря на княз Александер Фердинанд фон Турн и Таксис (1704 – 1773) и третата му съпруга принцеса Мария Хенриета фон Фюрстенберг-Щюлинген (1732 – 1772), дъщеря на княз Йозеф Вилхелм Ернст фон Фюрстенберг (1699 – 1762) и първата му съпруга графиня Мария Анна фон Валдшайн-Вартенберг (1707 – 1756).
Мария Елизабет се омъжва на 4 ноември 1790 г. в Прага за братовчед си принц генерал Карл Алойс фон Фюрстенберг (* 26 юни 1760, Прага; † 25 март 1799), който е убит при Липтинген в битката при Щоках.
От 1804 до 1806 г. тя поема за 7-годишния си син Карл Егон II опекунското управление заедно с далечния чичо от моравската линия, ландграф Йоахим Егон фон Фюрстенберг. Фактическият регент е княжеският оберфорстмайстер Йозеф фон Лазберг, който извънбрачно е лииран с княжеската вдовица. През 1806 г. княжеството Фюрстенберг е разтурено.
Мария Елизабет има връзка от 1805 до 1822 г. с фрайхер Йозеф фон Лазберг (* 10 април 1770; † 15 март 1855, Мерсбург).
Тя умира на 21 юли 1822 г. на 54 години в дворец Хайлигенберг и е погребана в Хайлигенберг.

## Деца
Мария Елизабет и Карл Алойс имат децата:
- Мария Леополдина фон Фюрстенберг (* 4 септември 1791; † 10 януари 1844), омъжена на 30 май 1813 г. в Хайлигенберг за княз Карл Албрехт III фон Хоенлое-Валденбург-Шилингсфюрст (* 28 февруари 1776; † 15 юни 1843)
- Карл Егон II фон Фюрстенберг (* 28 октомври 1796; † 22 октомври 1854), 5. княз на Фюрстенберг (наследява батовчед си на 17 май 1804), женен на 19 април 1818 г. в Карлсруе за принцеса Амалия Кристина Каролина фон Баден (* 26 януари 1795; † 14 септември 1869), 1804 – 1806 последният суверен княз на Фюрстенберг
- Мария Йозефа (*/† 9 септември 1792)
- Антония (* 28 октомври 1794; † 1 октомври 1799)
- Мария Анна (* 17 септември 1798; † 18 юли 1799)

Мария Елизабет фон Турн и Таксис има с фрайхер Йозеф фон Лазберг един незаконен син:
- Херман фон Либенау (* 3 октомври 1807; † 28 юли 1874), лекар и историк

## Портрети на Мария Елизабет
- 1797